# TAKS
TAKS (Texas Assessment of Knowledge and Skills) は、アメリカ合衆国テキサス州で使われる初等教育、中等教育向けの標準テスト。算数、英語（国語）、理科、読解、社会がある。TAKSはピアソン社によって開発、等級化されているが、テストのコピーライトはTexas Agency.と表記されている。1999年まではTAASという名称だった。
毎回新しいテストがつくられ、同じテストを受けることはない。前回のテストはインターネットでも公開される。

## テストを受ける期
学年末に受けるのが普通だが、年に2, 3回受けられるシステムをとっている区域もある。このシステムをとっているのは、主に高校部だけである。

## 進級との問題
小学部3年と5年の時のテストでは、点数が悪いと進級できなくなり、高校部11年と12年のテストは、合格点をとらないと高校卒業できない。他の年は点数が悪くても進級できるが、点数がひどいと、来年のテストに備えるため、特別なクラスを受けさせられることもある。

## 受ける科目
基本的に国算社の3科目を受ける。国語は読解と文法などと分かれている。社会も年によって地理、世界史、アメリカ史と違ってくる。算数に関しては、その年の受講した内容の復習がほとんどである。